# Кончиц, Николай Иванович
Николай Иванович Кончиц (24 апреля 1890 года, г. Шавли, Ковенская губерния — 4 марта 1975 года, Москва) — советский военный деятель, генерал-майор (27 января 1943 года).

## Начальная биография
Николай Иванович Кончиц родился 24 апреля 1890 года в городе Шавли Ковенской губернии.

## Военная служба

### Первая мировая и гражданская войны
В сентябре 1907 года призван в ряды Русской императорской армии и направлен на учёбу в Виленское военное училище, после окончания которого в 1910 году в чине подпоручика направлен в Вологодский 18-й пехотный полк (5-я пехотная дивизия), дислоцированный в г. Новоград-Волынский, где был назначен младшим офицером. В августе 1912 года переведён младшим офицером в Сибирский 4-й стрелковый полк (1-я Сибирская стрелковая дивизия), дислоцированный в г. Никольск-Уссурийский.
С началом войны полк был передислоцирован на Запад и включён в Западный фронт, в составе которого принимал участие в боевых действиях, находясь на должностях командира роты и командира батальона. В ходе Лодзинской операции поручик Н. И. Кончиц 21 ноября 1914 года в ходе боя в районе м. Ржгов был контужен и попал в плен, после чего содержался в лагерях городов Ганновер, Мюнден, Вайльбург, Рейзен, лазарете крепости Майнц и туберкулёзном лазарете Шпроттау.
16 августа 1918 года вернулся в Россию, после чего лечился в госпитале, а в сентябре был направлен в туберкулёзный санаторий при ст. Перелёшино (Воронежская губерния). В марте 1919 года призван негодным к военной службе, после чего жил в Чернигове. В мае того же года призван в ряды РККА, после чего находился в резерве Черниговского губернского военкомата и в июне был назначен на должность помощника военного руководителя Козелецкого уездного военкомата. Вместе с Козелецким караульным батальоном Кончиц принимал участие в боевых действиях против бандформирований под командованием Ромашко, атамана Зелёного, Маруси и др.
В сентябре был назначен на должность помощника коменданта Управления по формированию 12-й армии. В январе 1920 года заболел тифом и пневмонией, но продолжил работать, а также участвовал в разоружении двух галицийских бригад. В июне назначен на должность военрука Омского уездного военкомата, после чего принимал участие в подавлении Ишимского восстания.
В апреле 1921 года направлен в штаб Московского военного округа, однако уже в сентябре был назначен на должность начальника штаба 3-й Туркестанской бригады (Туркестанский фронт), а в период с октября 1921 по январь 1922 года исполнял должность командира этой же бригады. Принимал участие в боевых действиях против басмачества.

### Межвоенное время
В июне 1922 года назначен на должность преподавателя тактики Полторацких пехотных командных курсов, в июне 1923 года вернулся в Московский военный округ и назначен на должность помощника начальника окружных повторных курсов среднего начсостава, а в октябре 1924 года — на должность помощника начальника повторных курсов среднего комсостава при Московской пехотной школе.
В марте 1925 года по заданию РВС СССР направлен в спецкомандировку в Китай, где, находясь на должности старшего советника 3-й группы под командованием генерала Чэн Цяня, принимал участие в ходе 2-го восточного похода. Во время Северного похода служил в составе 6-го корпуса НРА, а также в штабе главного военного советника НРА В. К. Блюхера.
В марте 1927 года вернулся в СССР, после чего состоял в распоряжении Главного управления РККА. В августе того же года назначен на должность военрука Государственного Центрального института физической культуры, а в сентябре — на аналогичную должность в Коммунистический университет трудящихся Китая. В 1928 году постановлением ЦИК СССР за успехи в руководстве боевыми операциями при подавлении различных банд Н. И. Кончиц награждён орденом Красного Знамени. В период с января по март 1929 года обучался на курсах усовершенствования начальствующего состава при Военной академии имени М. В. Фрунзе, после чего вернулся на прежнюю должность.
В феврале 1930 года назначен на должность начальника военной подготовки гражданских вузов Приволжского военного округа, в ноябре 1931 года — на должность начальника сектора в штабе вузов РККА в Москве, а с декабря 1932 года служил на должностях помощника начальника и начальника факультета Военно-химической академии РККА.
С мая 1934 года состоял в распоряжении Главного управления РККА и в сентябре того же года был назначен на должность начальника отдела Управления вузов РККА, в феврале 1935 года — на должность начальника военной подготовки гражданских вузов Московского военного округа, а в октябре 1936 года — на должность командира 249-го стрелкового полка (83-я горнострелковая дивизия, Среднеазиатский военный округ).
В июле 1938 года Кончиц был зачислен распоряжение Управления по начсоставу РККА и в декабре того же года назначен на должность начальника преподавателя общей тактики и войскового тыла Военно-хозяйственной академии, в июне 1940 года — на должность начальника отдела начальной и допризывной подготовки штаба Сибирского военного округа, а 12 декабря того же года — на должность заместителя командира 133-й стрелковой дивизии.

### Великая Отечественная война
В июне 1941 года назначен на должность заместителя начальника штаба по тылу 24-й армии, которая в июле начала передислокацию в район Вязьмы и вскоре заняла оборону в районе Нелидово, Белый, Дорогобуж. Тогда же Кончиц был назначен на должность командира оперативной группы этой же армии, после чего принимал участие в боевых действиях в ходе Смоленского сражения.
В период с 20 сентября по 29 октября 1941 года служил на должности командира 179-й стрелковой дивизии, ведшей оборонительные боевые действия на торопецком направлении, а в ноябре назначен на должность начальника курсов младших лейтенантов Калининского фронта.
8 марта 1942 года назначен на должность командира 362-й стрелковой дивизии, ведшей боевые действия юго-восточнее Нелидово, а уже 27 марта того же года — на должность начальника отдела боевой подготовки штаба 22-й армии, которая вскоре принимала участие в боевых действиях в ходе Ржевской битвы, а также в оборонительных боях на реке Ловать на участке Холм — Великие Луки и Ленинградско-Новгородской наступательной операции.
В мае 1944 года Кончиц назначен на должность заместителя командира 100-го стрелкового корпуса, который принимал участие в боевых действиях в ходе Полоцкой и Рижской наступательных операций, освобождении городов Ливаны и Крустпилс, а также против Курляндской группировки войск противника.

### Послевоенная карьера
После окончания войны находился на прежней должности.
В ноябре 1945 года назначен на должность заместителя командира 82-го стрелкового корпуса (Одесский военный округ). В августе 1946 года снят с занимаемой должности и направлен в Группу советских войск в Германии, где в октябре того же года назначен на должность начальника управления и военного коменданта СВАГ округа Гера Федеральной земли Тюрингия, в июне 1947 года — на должность заместителя военного коменданта советского сектора Берлина, а в ноябре 1948 года — на должность заместителя начальника управления СВАГ земли Мекленбург.
С апреля 1949 года находился в распоряжении Главного управления кадров и в июле того же года был назначен на должность заместителя командира 10-го гвардейского стрелкового корпуса, а в марте 1952 года — на должность начальника военной кафедры Московского экономико-статистического института.
Генерал-майор Николай Иванович Кончиц в октябре 1954 года вышел в запас. Умер 4 марта 1975 года Москве. Похоронен на Введенском кладбище.

## Семья
- Жена — Елена Сатурниновна (1893—1980);
  - Сын — Владимир (1925—2001) — советский военный деятель, генерал-полковник (17 февраля 1978 года).

## Награды
- Орден Ленина (21.02.1945);
- Четыре ордена Красного Знамени (1928, .11.1939, 03.11.1944, 15.11.1950);
- Орден Отечественной войны 1 степени (24.09.1944);
- Медали.

## Воинские звания
- Комбриг (2 апреля 1940 года);
- Генерал-майор (27 января 1943 года).